# Edifício João Brícola
O Edifício João Brícola, mais conhecido como Prédio do Mappin, é um edifício de grandes dimensões na cidade de São Paulo, projetada pelo arquiteto Elisário Bahiana (1891-1980), o mesmo responsável pelo viaduto do Chá e pelo Jockey Club de São Paulo. O nome do edifício vem do banqueiro João Brícola, que doou metade de sua fortuna para a Santa Casa de Misericórdia.

## Histórico
O prédio foi projetado originalmente para ser a sede do banco Banespa, mas cuja direção julgou ficar distante do centro financeiro paulistano, à época localizado na rua Direita e 15 de Novembro, a pouco mais de 1 km da praça Ramos. A Santa Casa de Misericórdia tinha um edifício nessa área, mais precisamente na rua João Brícola, e dessa maneira foi realizada a troca de imóveis com o Banespa, e a Santa Casa se tornou a dona do edifício. O edifício se tornou notório por abrigar a loja de departamento Mappin.
O prédio ficou vazio entre 2003 e 2004, quando o Extra havia desistido do ponto por julgar alto demais o aluguel, então estabelecido em R$ 600 mil. Em 2019, o prédio foi vendido para a  São Carlos Empreendimentos e Participações (SCEP), empresa chefiada pelos bilionários Jorge Paulo Lemann, Marcel Telles e Beto Sicupira. As Casas Bahia viraram locatárias, porém em 2023 ela saiu do edifício.
Em abril de 2023, o prédio, foi vendido por R$ 71,5 milhões. A SCEP não revelou quem foi o comprador, mas o prédio abrigará a nova sede da Sesc. A Sesc iniciou uma reforma no edifício, com o objetivo de transformá-lo em um museu da organização. A previsão é que o edifício esteja pronto em 2027. Em outubro de 2023, foi anunciado que o prédio seria parcialmente reaberto ao público, com espaço de exposição sobre a história da Sesc.